# Симптоми COVID-19

Симптоми COVID-19

Симптоми коронавірусної хвороби 2019 різноманітні, залежать від тяжкості клінічного перебігу. Загальними симптомами коронавірусної хвороби 2019 є головний біль, втрата нюху та смаку, закладеність носа та нежить, кашель, біль у м'язах, біль у горлі, гарячка, діарея та утруднене дихання. Люди з однією і тією ж інфекцією можуть мати різні симптоми, і їхні симптоми можуть змінюватися з плином часу. Виявлено три загальні групи симптомів: одна група симптомів дихання з кашлем, мокротою, задишкою та гарячкою; група симптомів опорно-рухового апарату з болями в м'язах і суглобах, головним болем та втомою; група симптомів травлення з болями в животі, блювотою та діареєю. У людей які раніше не мали захворювань вуха, носа та горла, втрата смаку у поєднанні з втратою нюху, пов'язана з коронавірусною хворобою 2019.
Із людей, у яких проявляються симптоми, у 81 % розвиваються лише легкі та помірні симптоми (до легкої пневмонії), тоді як у 14 % розвиваються тяжкі симптоми (задишка, гіпоксія або більше 50 % ураження легенів при візуалізації), а 5 % пацієнтів страждають критичними симптомами (дихальна недостатність, шок або порушення функцій низки органів). Принаймні у третини людей, інфікованих вірусом, жодного разу не проявлялися помітні симптоми. Ці безсимптомні носії, здебільшого, не роблять тести і можуть несвідомо поширювати хворобу. Інші інфіковані люди, у котрих згодом розвиваються симптоми які називаються «передсимптоматичними», та що дуже слабко проявляються, також можуть бути активними поширювачами вірусу.
Як це часто буває з інфекціями, існує затримка між моментом, коли людина вперше заразилася, і появою перших симптомів. Середня затримка при COVID-19 становить чотири-п'ять днів. Більшість симптоматичних інфікованих людей відчувають симптоми протягом двох-семи днів після контакту, і майже всі відчують принаймні один симптом протягом 12 днів.
Більшість людей одужує після гострої фази захворювання. Однак деякі люди (понад половина когорти молодих пацієнтів, ізольованих удома) продовжують відчувати цілу низку наслідків, як-от перевтома, протягом кількох місяців після одужання (такий стан називається постковідний синдром); спостерігається тривале ураження органів. Розпочаті багаторічні дослідження для подальшого вивчення довгострокових наслідків захворювання.

## Огляд
Деякі симптоми COVID-19 можуть бути відносно неспецифічними; найпоширеніші симптоми — це гарячка, сухий кашель і втома. Серед тих, у кого з'являються симптоми, приблизно кожен п'ятий може серйозно захворіти і у нього може бути утруднене дихання. Екстрені симптоми охоплюють утруднення дихання, постійний біль у грудях або тиск, раптову сплутаність свідомості, утруднення при ходьбі та посиніння обличчя або губ; за наявності цих симптомів рекомендується негайне звернення до лікаря. Подальший розвиток хвороби може призвести до ускладнень, зокрема пневмонії, гострого респіраторного дистрес-синдрому, сепсису, септичного шоку та ниркової недостатності.
Деякі симптоми зазвичай проявляються раніше, ніж інші. У серпні 2020 року науковці з Університету Південної Каліфорнії повідомили про «ймовірний» порядок появи первинних симптомів захворювання COVID-19 у вигляді гарячки, що супроводжується кашлем і болями в м'язах, і що нудота та блювота зазвичай, з'являються перед діареєю. Це контрастує з найпоширенішим розвитком грипу, коли зазвичай спочатку розвивається кашель, а пізніше — гарячка. Попри те, що урядові органи охорони здоров'я, переважно, рекомендують 14-денну ізоляцію, спостерігаючи за розвитком симптомів, є обмежені докази того, що симптоми можуть розвинутися у деяких пацієнтів пізніше ніж через 14 днів після інфікування.

## Системні
Типовими системними симптомами є перевтома та м'язові й суглобові болі. Деякі люди відчувають біль у горлі.

### Гарячка
Є одним з найпоширеніших симптомів у пацієнтів з COVID-19. Однак її відсутність при первинному скринінгу не виключає COVID-19. Гарячка в перший тиждень захворювання на коронавірусну хворобу 2019 є частиною природної імунної відповіді організму; однак, якщо хвороба йде з гіперцитокінемію, гарячка не допомагає боротися із хворобою. Станом на вересень 2020 року мало досліджень було зосереджено на тому, як інтенсивність гарячки пов'язана із перебігом захворювання.
Систематичний огляд у червні 2020 року повідомив про поширеність гарячки у 75–81 % випадків. Станом на липень 2020 року Європейський центр з профілактики та контролю захворюваності (ЄЦКЗ) повідомив, що частота прояву гарячки становить ~45 %.

### Біль
Систематичний огляд у червні 2020 року повідомив про поширеність втоми у 27–35 % випадків, м'язового болю у 14–19 % випадків, ангіни у 10–14 % випадків. Станом на липень 2020 року ЄЦКЗ повідомив про рівень поширеності м'язової слабкості (астенії) на рівні ~63 %, м'язового болю (міалгії) на рівні ~63 % та ангіни на рівні ~53 %.

## Дихальні
Кашель — ще один типовий симптом COVID-19, який може бути або сухим, або продуктивним кашлем.
Деякі симптоми, такі як утруднене дихання, частіше зустрічаються у пацієнтів, яким потрібна госпіталізація. Задишка, як правило, розвивається на пізнішому етапі хвороби.
Респіраторні ускладнення можуть включати пневмонію та гострий респіраторний дистрес-синдром (ГРДС).
Станом на липень 2020 року Європейський центр з профілактики та контролю захворюваності повідомляв про поширеність носової непрохідності на рівні ~68 %, кашлю на рівні ~63 % та ринореї на рівні ~60 %. Систематичний огляд у червні 2020 року повідомив про поширеність сухого кашлю на рівні 54–61 % та продуктивного кашлю на рівні 22–28 %.

## Серцево-судинні
Серцево-судинні ускладнення можуть включати серцеву недостатність, аритмії, запалення серця та тромби.
Гіпертонія, як видається, найпоширеніший фактор ризику пошкодження міокарда при захворюванні COVID-19. Її було виявлено у 58 % осіб із ураженнями серця в недавньому мета-аналізі Zou et al.
Кілька випадків гострого міокардиту, пов'язаного з COVID-19, були описані у всьому світі та діагностуються різними способами. Зважаючи на серологічні дослідження, у багатьох пацієнтів виявлено лейкоцитоз з нейтрофілією та лімфопенією. Біомаркери серця тропонін та N-кінцевий (NT)-прогормон BNP (NT-proBNP) були підвищені. Подібним чином рівень маркерів, пов'язаних із запаленням, таких як С-реактивний білок (CRP), D-димер, IL-6, прокальцитонін, були значно підвищені, що свідчить про запальний процес в організмі. Результати електрокардіограми були різними і коливалися від синусової тахікардії, піднесення сегмента ST, інверсії зубців Т та депресії ST. В одному випадку вірусні частинки були помічені в інтерстиціальній клітині, а в іншому випадку повідомлялося про позитивність SARS-CoV-2 RT-PCR у серцевій тканині, що свідчить про пряме вірусне ураження міокарда. Ендоміокардіальна біопсія [ЕМБ] залишається золотим стандартом інвазивної методики діагностики міокардиту; проте через підвищений ризик зараження це не робиться у пацієнтів з COVID-19.
Зв'язування вірусу SARS-CoV-2 через рецептори ACE2, присутні в тканині серця, може бути причиною прямого вірусного ураження, що призводить до міокардиту. У дослідженні, проведеному під час спалаху тяжкого гострого респіраторного синдрому, РНК вірусу ГРВІ була виявлена при розтині зразків серця у 35 % пацієнтів, які померли від ГРВІ. Також було відмічено, що вже хворе серце збільшує експресію рецептора АСЕ2 на відміну від здорових людей. Гіперактивні імунні реакції у пацієнтів з COVID-19 можуть призвести до початку цитокінової бурі. Таке надмірне вивільнення цитокінів може призвести до ураження міокарда.

## Неврологічні
Пацієнти з COVID-19 можуть мати неврологічні симптоми, які можна загалом поділити на ураження центральної нервової системи, такі як головний біль, запаморочення, зміна психічного стану та дезорієнтація, а також ураження периферичної нервової системи, такі як аносмія та дисгевзія. Деякі пацієнти відчувають когнітивну дисфункцію під назвою «COVID-ний туман», або «COVID-ний туман мозку», що включає втрату пам'яті, неуважність, погану зосередженість або дезорієнтацію. Інші неврологічні прояви охоплюють епілептичні напади, інсульти, енцефаліти та синдром Гієна — Барре (який передбачає втрату рухових функцій).
Станом на липень 2020 року Європейський центр з профілактики та контролю захворюваності (ЄЦКЗ) повідомляв про поширеність головного болю на рівні ~70 %. Систематичний огляд у червні 2020 року повідомив про поширеність головного болю на рівні 10–16 %.

### Втрата нюху
У деяких людей COVID-19 спричиняє тимчасову втрату нюху.
Цей симптом, якщо він взагалі є, часто з'являється на початку хвороби. Повідомляється, що його початок раптовий. Зазвичай нюх нормалізується протягом місяця. Однак у деяких пацієнтів він відновлюється дуже повільно і запахи сприймаються як неприємні або інші, ніж вони були раніше (паросмія), а у деяких людей нюх не повертається принаймні протягом багатьох місяців. Це нетиповий симптом для інших респіраторних захворювань, тому його використовують для скринінгу на основі симптомів.
Втрата нюху має кілька наслідків. Втрата нюху збільшує ризик харчових отруєнь через неможливість виявити зіпсовану їжу за запахом, і може збільшити небезпеку пожежі через неможливість виявлення диму. Цей симптом також пов'язують з депресією. Якщо запах не повертається, рекомендують проводити тренування нюху.
Іноді це єдиний симптом, про який повідомляється, що означає, що він має неврологічну основу окремо від закладеності носа. Станом на січень 2021 року вважається, що ці симптоми спричинені інфікуванням клітин, які підтримують і забезпечують поживними речовинами сенсорні нейрони в носі, а не інфекцією самих нейронів. Підтримуючі клітини мають багато рецепторів ACE2 на своїх поверхнях, тоді як нюхові сенсорні нейрони їх не мають. Втрата запаху також може бути наслідком запалення в нюховій цибулині.
Систематичний огляд у червні 2020 року виявив поширення нюхової дисфункції у 29–54 % людей з COVID-19, тоді як дослідження у серпні 2020 року за допомогою тесту на ідентифікацію запаху продемонструвало, що 96 % людей з COVID-19 мали певну нюхову дисфункцію, а 18 % мали загальну втрату нюху. Ще один систематичний огляд у червні 2020 року повідомив про поширеність гіпосмії на рівні 4–55 %. Станом на липень 2020 року Європейський центр з профілактики та контролю захворюваності повідомив про поширеність втрати нюху на рівні ~70 %.
Порушення нюху або смаку частіше зустрічається у молодих людей, і, можливо, через це воно корелює з меншим ризиком медичних ускладнень.

### Втрата смаку і хемостезис
У деяких людей COVID-19 викликає тимчасові зміни у смаку їжі (дисгевзія або агевзія). Також повідомляється про зміни в хемостезисі, які включають хімічно викликані відчуття, такі як гострота. Станом на січень 2021 року механізм виникнення смакових та хемостезичні симптомів був недостатньо вивчені.
Систематичний огляд у червні 2020 року виявив поширення смакової дисфункції на рівні 24–54 % у людей з COVID-19. Інший систематичний огляд у червні 2020 року повідомив про поширеність гіпогевзії на рівні 1–8 %. Станом на липень 2020 року Європейський центр з профілактики та контролю захворюваності повідомляв про рівень поширеності смакової дисфункції на рівні ~54 %.

### Інші неврологічні та психіатричні симптоми
Інші неврологічні симптоми загалом є рідкісними, але можуть вразити половину пацієнтів, які госпіталізовані з тяжким перебігом COVID-19. Деякі повідомлення про симптоми включають делірій, інсульт, крововилив у мозок, втрату пам'яті, психоз, ураження периферичних нервів, тривогу та посттравматичний стресовий розлад. У багатьох випадках неврологічні симптоми корелюють із пошкодженням кровопостачання мозку або енцефалітом, який у деяких випадках може прогресувати до гострого розсіяного енцефаломієліту. Повідомлялося про інсульти у молодих людей без традиційних факторів ризику.
Станом на вересень 2020 року було невідомо, чи ці симптоми були викликані прямим зараженням клітин мозку або надмірною стимуляцією імунної системи.
Систематичний огляд у червні 2020 року повідомив про поширеність запаморочення на рівні 6–16 %, сплутаності свідомості на рівні 7–15 %, атаксії на рівні 0–2 %.

## Інші
Інші симптоми рідше зустрічаються у людей з COVID-19. Деякі люди відчувають шлунково-кишкові симптоми, такі як втрата апетиту, діарея, нудота або блювання. Систематичний огляд у червні 2020 року повідомив про поширеність діареї на рівні 8–12 % та нудоти на рівні 3–10 %.
Менш поширені симптоми включають озноб, кровохаркання, діарею та висип. Так звані «COVID-ні пальці» — рожеві до фіолетових вузлики, що виникають на руках і ногах. Ці ураження, схожі на обморожень, часто виникають лише у молодих пацієнтів і не з'являються до пізньої стадії хвороби або в період одужання. Деякі генетичні поліморфізми (у гені «TREX1») були пов'язані з сприйнятливістю до розвитку COVID-них пальців. Систематичний огляд у червні 2020 року повідомив про поширеність висипу у 0–1 % пацієнтів з COVID-19.
Приблизно у 20–30 % людей з COVID-19 спостерігається підвищений рівень печінкових ферментів, що свідчить про ураження печінки.
Ускладнення включають поліорганну недостатність, септичний шок і смерть.

## Довгострокові наслідки

### Багатосистемний запальний синдром у дітей
Після інфікування у дітей може розвинутися багатосистемний запальний синдром, який також називають дитячим багатосистемним запальним синдромом. Він має симптоми, подібні до хвороби Кавасакі, які можуть бути фатальними.

### Постковідний синдром
Деякі ранні дослідження показують, що 10-20 % людей з COVID-19 відчуватимуть симптоми тривалістю більше місяця. Більшість тих, хто був госпіталізований з тяжкою формою захворювання, повідомляє про тривалі проблеми, зокрема втому та задишку. Близько 5-10 % пацієнтів, госпіталізованих, прогресують до тяжкого або критичного перебігу захворювання, разом із пневмонією та гострою дихальною недостатністю.
За різними обставинами, легені є органами, які найбільше страждають від COVID-19. У людей, котрі потребують госпіталізації, до 98 % комп'ютерних томографій показують аномалії легенів після 28 днів хвороби, навіть якщо у них клінічно покращується стан.
Люди похилого віку з важкими фоновими захворюваннями, тривалим перебуванням у відділенні інтенсивної терапії або курінням частіше мають довготривалі наслідки, зокрема легеневий фіброз. В цілому, приблизно у однієї третини досліджених через чотири тижні були виявлені фіброз легенів або знижена функція легенів, виміряна методом дифузійної спроможністі окису вуглецю, навіть у безсимптомних людей, але цей показник покращувався з часом.